# Monte Vele
Il Monte Vele è una montagna che si trova all'interesezione dei territori comunali di Itri, Fondi, Lenola e Campodimele in provincia di Latina nel Lazio, all'interno del territorio del Parco Naturale dei Monti Aurunci, collocata alle estreme propaggini occidentali dei monti Aurunci e separato dal Monte Le Pezze, di altezza analoga, dal valico di San Nicola.

## Descrizione
La cima di forma pressoché conica ricorda vagamente la vela di una nave, da cui il monte riprende il nome. 
Il monte domina la costa tirrenica e la piana di Fondi. Si raggiunge dalla località Crocette del comune di Campodimele, da un sentiero indicato da un cartello del parco. Il sentiero inizia dove finisce la strada asfaltata supera un allevamento di bovini e si inerpica in un bosco di lecci e pini di rimboschimento e attraversa, prima di arrivare in cima, senza itinerario ben definito una faggeta.